# Mearnsiana bullosa

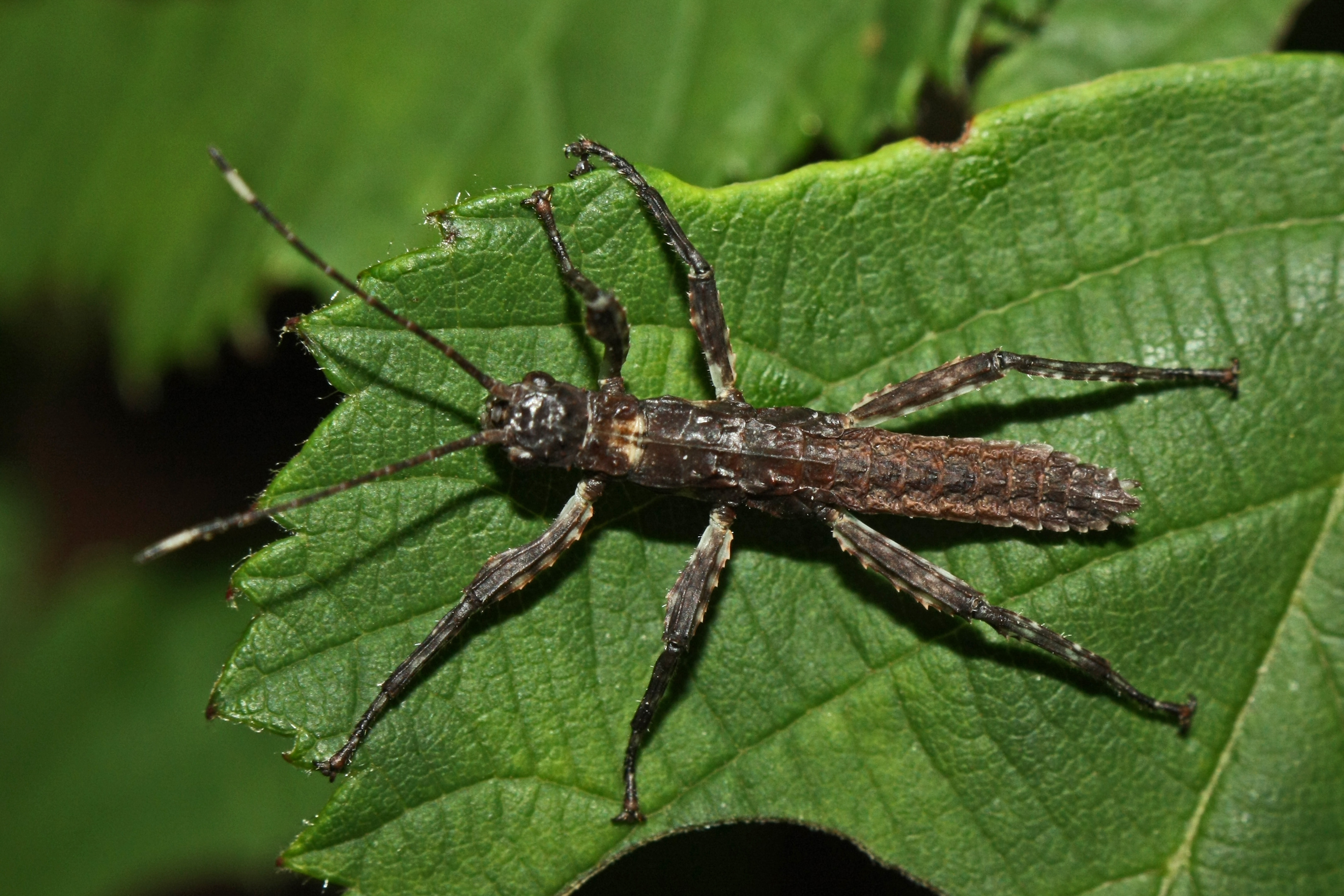
Frisch geschlüpfte Nymphe

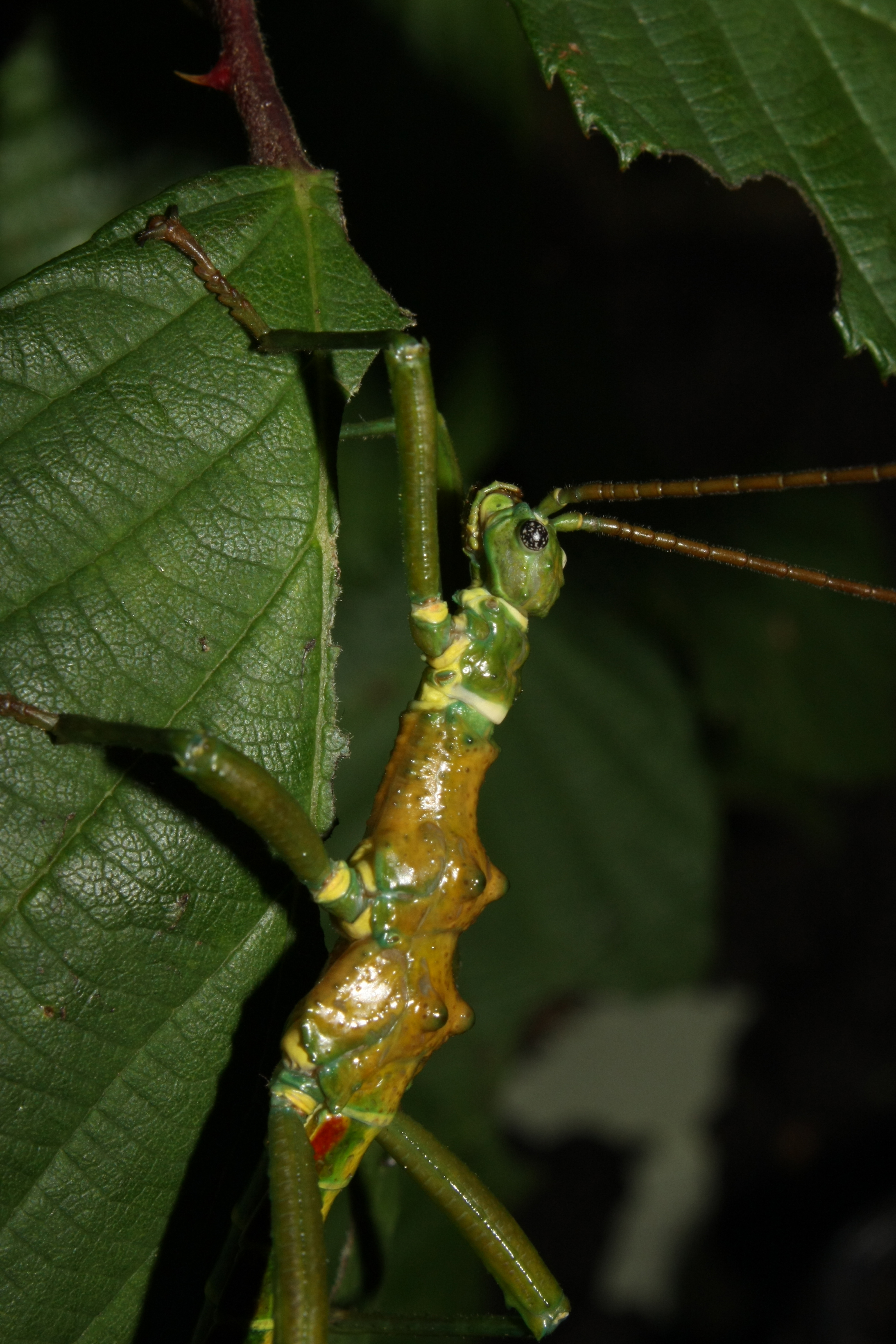
Porträt eines Männchens

Mearnsiana bullosa (Synonyme Hennobrimus hennemanni, Trachyaretaon manobo) ist eine auf den philippinischen Inseln Mindanao und Leyte heimische Art aus der Ordnung der Gespenstschrecken (Phasmatodea). Sie war bis 2023 der einzige, beschriebene Vertreter der Gattung Mearnsiana. Gelegentlich wird sie als Bunte Dornschrecke bezeichnet.

## Merkmale
Die in beiden Geschlechtern flügel- und stachellose Art ist die farbigste der bisher bekannten Vertreter der Familie Heteropterygidae. Die Körperoberfläche ist glänzend. Die 4,5 bis 5,1 cm langen Männchen haben eine olivgrüne Grundfärbung. Die Gelenkhäute und teilweise auch die Ränder der einzelnen Segmente sind leuchtend gelb gefärbt. Meso- und Metathorax sind ober- wie unterseits orangebraun gefärbt und haben zwei Paar etwas dunklere Buckel auf der Oberseite. Auffällig ist die Färbung der Abdomenoberseite. Über dessen gesamte Länge verläuft ein breiter gelber Längsstreifen der von zwei grünen und zum Rand hin von zwei roten Streifen flankiert wird. Mit über 5 cm sind die Fühler gut körperlang. Die Weibchen werden mit 8 bis 9,8 cm deutlich länger als die Männchen. Ihre Fühler bleiben mit etwa 5 cm Länge kürzer als der Körper. Dieser ist oberseits kräftig grün oder etwas schlichter grünbraun gefärbt. Beine, Fühler und Legestachel sind stets hellbraun. Die Farbe der Unterseite variiert von Orangebraun bis leicht Lila. Während der Eiproduktion kann der Hinterleib stark anschwellen. Das Abdomen endet in einem langen, geraden Legestachel, welcher den eigentlichen Ovipositor umgibt.

## Vorkommen
Mearnsiana bullosa war lange lediglich aus der philippinischen Provinz Cotabato von der Insel Mindanao bekannt, wo sie im Gebiet um den Vulkan Apo gefunden wurde. Mittlerweile gibt es auch Nachweise aus den Provinzen South Cotabato, Davao del Sur, Surigao del Sur und Agusan del Sur auf Mindanao und vom Berg Balocaue auf der nördlich von Mindanao gelegenen Insel Leyte.

## Lebensweise
Die Art ist zwar wie die anderen Vertreter der Familie nachtaktiv, jedoch verbergen sich adulte Tiere tagsüber nicht in Verstecken, sondern hängen frei in der Nahrungspflanze. Bei Berührung lassen sie sich zu Boden fallen, um dann meist sofort loszulaufen. Zum natürlichen Nahrungsspektrum gehören Pflanzen aus der zu den Myrtengewächsen zählenden Gattung Leptospermum und Kasuarinen, auf denen die Tiere gefunden wurden. Die bauchig geformten Eier werden etwa im Abstand von 2 bis 3 Wochen als Gelege von 20 bis 30 Stück in den Boden abgelegt. Sie sind grau gefärbt, 5,1 mm lang, etwa 3,7 mm breit und haben einen schwarzen Deckel (Operculum). Die Mikropylarplatte hat vier Schenkel und ihre Form ähnelt einem horizontal abgeplatteten „X“ (Siehe auch Bau des Phasmideneis). Die beiden oberen Schenkel können auch zu einem einzigen, breiteren Schenkel zusammenfließen. Nach etwa 3 bis 5 Monaten schlüpfen die Nymphen. Ihr Körper und die Beine sind sehr flach und bis auf einen hellen Fleck zwischen Pro- und Mesonotum fast schwarz. Zunächst laufen sie sehr lebhaft mit nach vorne gerolltem Abdomen herum. Dabei werden die weißen Hinterleibsränder der Unterseite gezeigt. Erst mit Beginn der Nahrungsaufnahme ändert sich dieses Verhalten und die nun allmählich heller werdenden Nymphen schmiegen sich flach an Zweige oder Äste der Nahrungspflanzen, wodurch sie kaum noch zu entdecken sind. Ältere Stadien entwickeln ein hellbraunes und schwachgrünes Tarnmuster, das durch eine Art weiße Flechtenzeichnung ergänzt wird. Bis zur letzten Häutung behalten sie die flache Gestalt und haben eine matte und relativ blasige Körperoberfläche. Männchen sind nach etwa 5 bis 6 Monaten adult. Weibchen brauchen etwa einen Monat länger.

## Taxonomie und Systematik
Im Jahr 1939 beschrieben James Abram Garfield Rehn und sein Sohn John William Holman Rehn die Art anhand einer männlichen Nymphe als Mearnsiana bullosa. Sie wurde am Vulkan Apo auf Mindanao gefunden und ist als Holotypus im National Museum of Natural History in Washington, D.C. hinterlegt. Der Name Mearnsiana ist dem US-amerikanischen Ornithologen und Naturforscher Edgar Alexander Mearns gewidmet, welcher den Holotypus am Apo gefunden hatte. Der Artzusatz bullosa bedeutet „blasig“ und bezieht sich wohl auf die mit bläschenförmigen Tuberkeln überzogene Körperoberfläche insbesondere der Nymphen.
Ireneo L. Lit, Jr. und Orlando L. Eusebio beschrieben die Art 2005 als Trachyaretaon manobo. Deren ebenfalls vom Apo stammendes Typusmaterial ist an der Universität der Philippinen in Los Baños hinterlegt. Der Artzusatz ist den Manobo gewidmet, einem indigenen Volk auf Mindanao. Im darauf folgenden Jahr beschrieb Oskar V. Conle ebenfalls von Mindanao eine bemerkenswert bunte Art. Er nannte sie zu Ehren seines Freundes, dem ebenfalls an Phasmiden forschenden Frank H. Hennemann Hennobrimus hennemanni. Das Typusmaterial dieser Art ist in der Zoologischen Staatssammlung München hinterlegt. Bereits kurze Zeit später ging Conle davon aus, dass es sich bei dieser Art um die wiederentdeckte Mearnsiana bullosa handelt. Die Mehrfachbeschreibung resultiert aus dem großen Unterschied zwischen der von Rehn und Rehn beschriebenen Nymphe und den bis 2005 unbekannten Imagines. Sowohl Trachyaretaon manobo als auch Hennobrimus hennemanni wurden 2016 von Hennemann et al. mit Mearnsiana bullosa synonymisiert.

## Terraristik
Dave Navarro hat im April 2008 am Vulkan Apo Tiere dieser Art gesammelt. Aus den nach Europa geschickten Eiern erbrütete der Schweizer Phasmidenzüchter Bruno Kneubühler die ersten Tiere dieses Stammes. Ein zweiter Zuchtstamm geht auf die ebenfalls 2008 gesammelten Tiere von Joachim Bresseel, Mark Bushell und Ellen Caluwe zurück. Von der Phasmid Study Group wird Mearnsiana bullosa seit Mitte des Jahres 2013 unter der PSG-Nummer 338 geführt.
Mearnsiana bullosa ist gut zu halten und zu züchten. Bevorzugt wird eine höhere Luftfeuchtigkeit. Zur Eiablage muss ein entsprechendes Substrat angeboten werden (Erde auf dem Terrarienboden). In Gefangenschaft werden Blätter von Brombeeren und vielen anderen Rosengewächsen gefressen, außerdem auch die von Johanniskräutern, Haseln, Eichen und Salal.

## Bilder

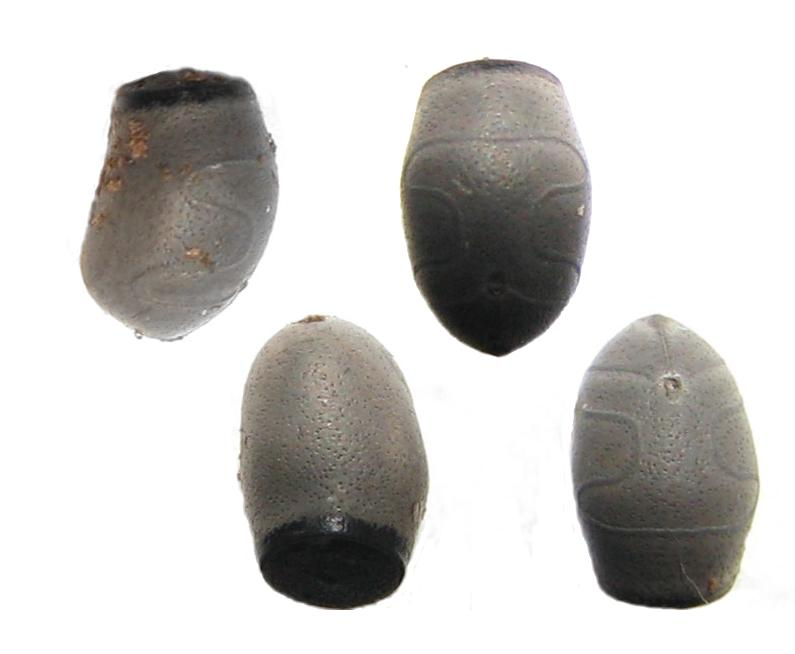
Eier
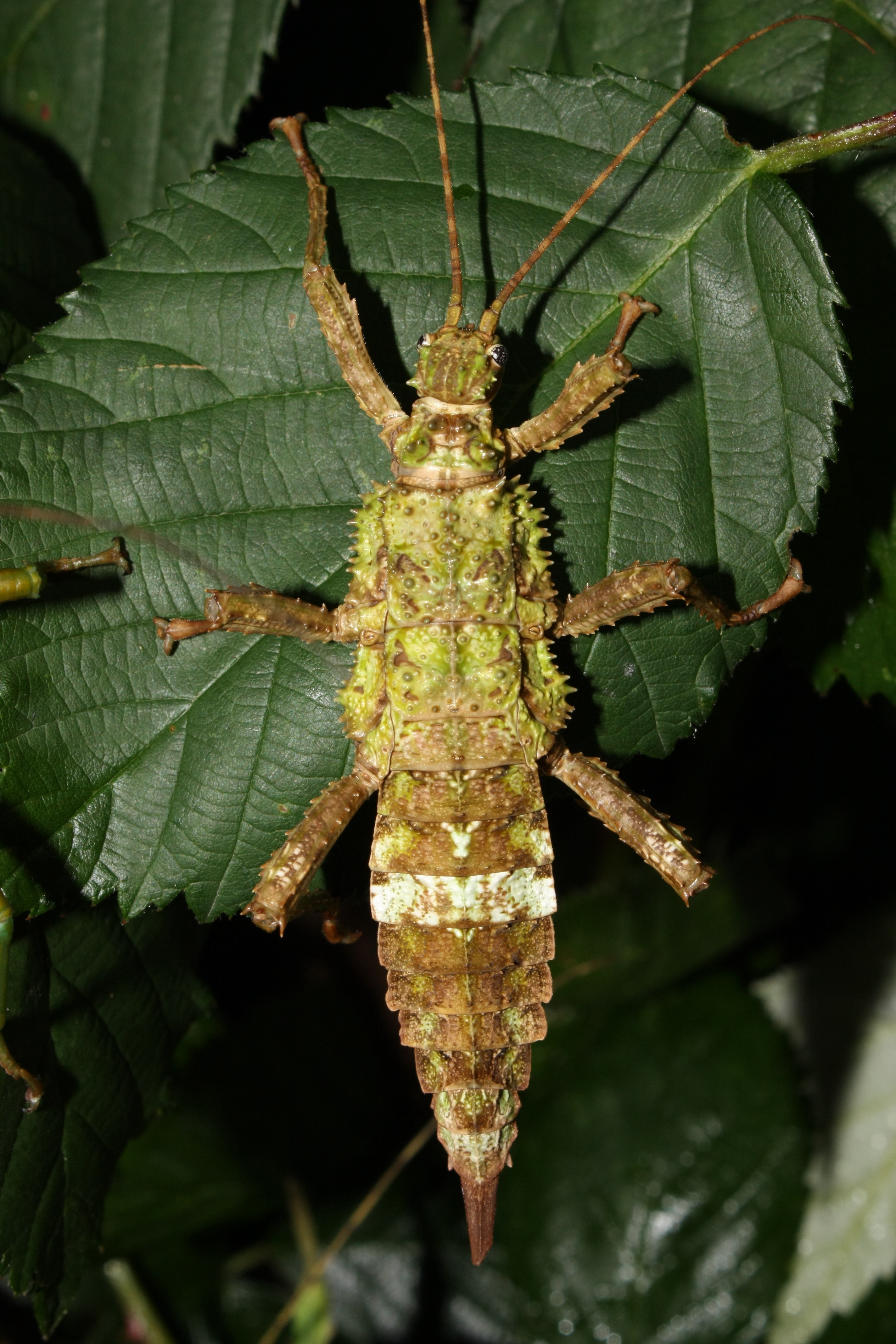
subadultes Weibchen
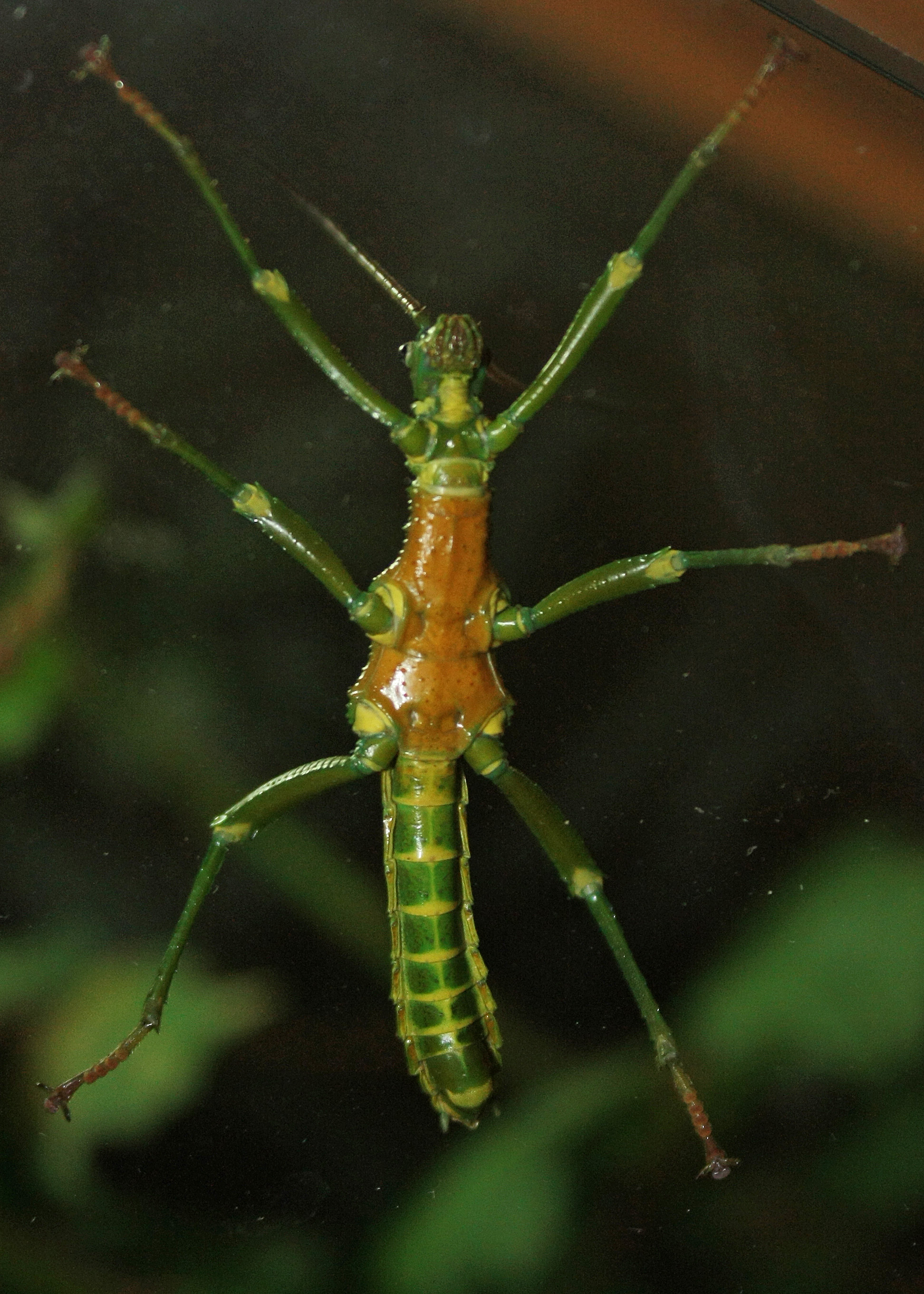
Bauchseite eines Männchens
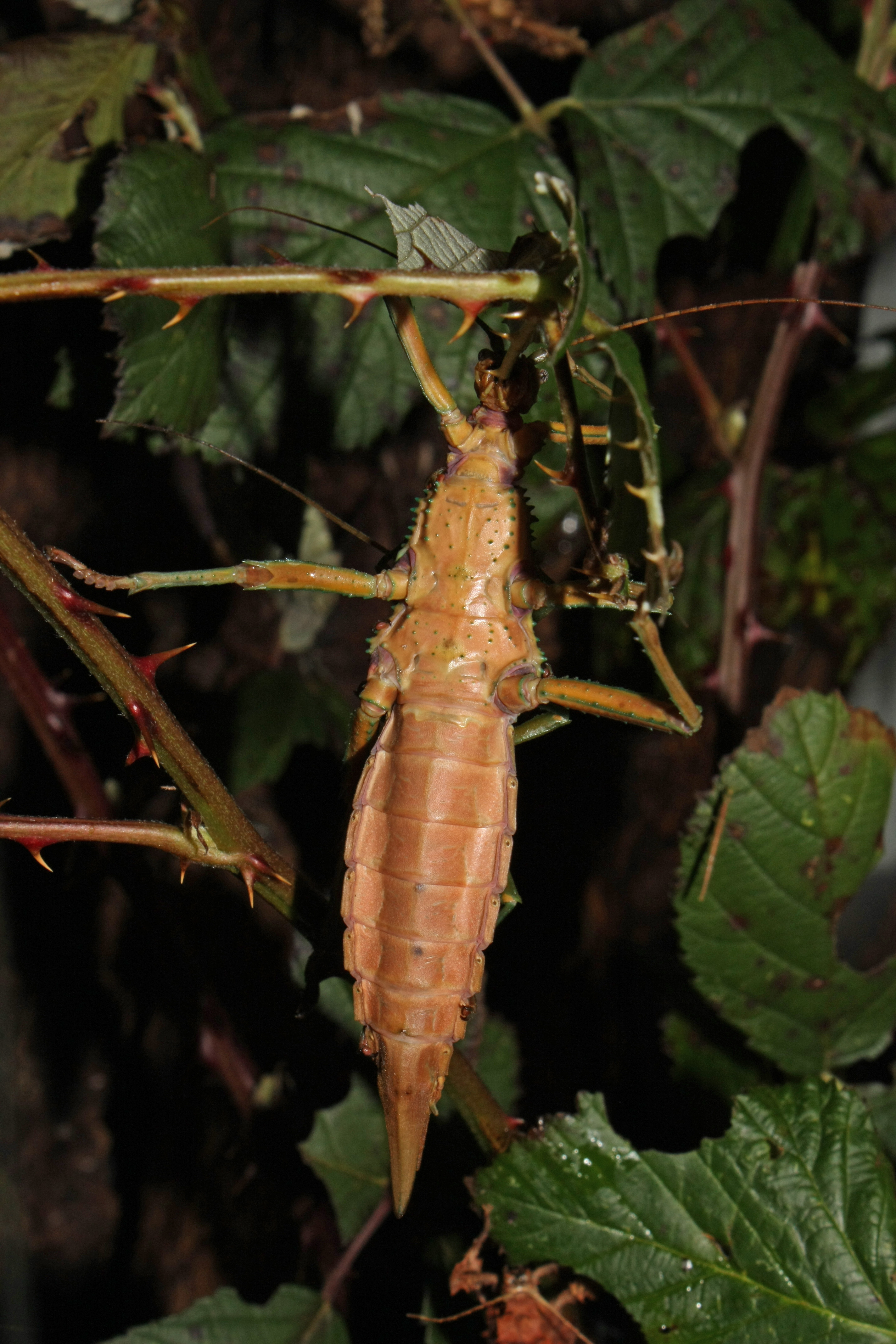
Bauchseite eines frisch adulten Weibchens